# Городиска (Ивано-Франковская область)
Городиска (укр. Городиська) — село в Рогатинской городской общине Ивано-Франковского района Ивано-Франковской области Украины.
Население по переписи 2001 года составляло 145 человек. Занимает площадь 3,631 км². Почтовый индекс — 77043. Телефонный код — 03435.